# Lagunita, Michoacán
Lagunita är en ort i Mexiko.   Den ligger i kommunen Jiquilpan och delstaten Michoacán de Ocampo, i den centrala delen av landet, 400 km väster om huvudstaden Mexico City. Lagunita ligger 2 075 meter över havet och antalet invånare är 297.
Terrängen runt Lagunita är huvudsakligen kuperad. Lagunita ligger uppe på en höjd. Runt Lagunita är det ganska glesbefolkat, med 42 invånare per kvadratkilometer. Närmaste större samhälle är Jiquílpan de Juárez, 10,2 km norr om Lagunita. I omgivningarna runt Lagunita växer huvudsakligen savannskog.